# Achalinus formosanus
Achalinus formosanus е вид влечуго от семейство Xenodermatidae. Видът е незастрашен от изчезване.

## Разпространение
Разпространен е в Провинции в КНР, Тайван и Япония.